# Liste der Truppenteile der Heeresfliegertruppe des Heeres der Bundeswehr
Die Liste der Truppenteile der Heeresfliegertruppe des Heeres der Bundeswehr enthält nahezu alle aufgelösten, aktiven und nicht aktiven (Geräteeinheiten, gekaderte Bataillone) Verbände und Großverbände der Heeresfliegertruppe der Bundeswehr sowie eine kurze Übersicht über ihren Aufstellungszeitpunkt, Stationierungsorte, Unterstellung und über ihre Auflösung oder Umbenennung.
Ausdrücklich ausgenommen sind Hubschrauberverbände der Luftwaffe und Marine.

## Einführung in die Nummerierungskonventionen
Seit der Heeresstruktur II bis etwa 1990 erfolgte die Nummerierung der Heeresfliegerverbände anhand einer stringenten Nummerierungskonvention. In dieser Zeit konnte man der Bezeichnung meist direkt die Unterstellung des Bataillons oder des Regiments entnehmen. Bei Unterstellungswechseln, Umgliederungen etc. wurde die Nummer bis auf Ausnahmefälle in der Regel jeweils konsequent angepasst. In dieser Zeit gilt umgekehrt aber auch, dass Verbände gleicher Nummer nicht immer in derselben Traditionslinie gesehen werden können. Nach 1990 und Eingliederung von Teilen der aufgelösten Nationalen Volksarmee und den erheblichen Umgliederungen in den Jahren nach Ende des Kalten Krieges wurde diese Anpassung oft nicht mehr vorgenommen; die Verbände behielten aus Tradition oft ihre Bezeichnung. Ihre Unterstellung lässt sich damit aus ihrer Nummer meist nicht mehr ableiten. Gewisse Rückschlüsse ergeben sich aber in Bezug auf ihre Herkunft und Traditionslinie. Im Folgenden wird die Systematik geordnet nach Größenordnungen der Verbände vorgestellt. Die nachfolgenden Überlegungen zur Systematik der Bezeichnung bleiben aber auch für die Zeit vor 1990 stets nur als prinzipielles Konzept zu verstehen. Im Falle von Truppenversuchen, in der Aufstellungs- und Auflösungsphase etc. sind immer wieder Abweichungen von der Regel anzutreffen.

## Legende
Die Legende gilt für alle folgenden Listen
| Legende                               |
| ------------------------------------- |
| Aufgelöster Verband                   |
| Teilaktiver oder nichtaktiver Verband |
| Aktiver Verband                       |

Abkürzungen, siehe unten

## Divisionen
Heeresfliegerdivisionen im engeren Sinne hat es in der Geschichte der Bundeswehr nie gegeben. Erwähnt werden soll aber hier die Division Luftbewegliche Operationen, die erstmals die Heeresfliegerkräfte in einer Division bündelte und deren Kernelement sie darstellten, wenn sie auch aus ganz verschiedenen Truppengattungen bestand und die unterstellten Truppenteile entgegen dem Divisionsnamen nicht alle luftbeweglich waren.
|                           | Bezeichnung                               | Aufstellung (aus)                                               | Stabssitz      | Verbleib                              | Bemerkung |
| ------------------------- | ----------------------------------------- | --------------------------------------------------------------- | -------------- | ------------------------------------- | --- |
|                           | Division Luftbewegliche Operationen (DLO) | 1. Juli 2002 (Neuaufstellung)                                   | Veitshöchheim  | 17. Dezember 2013 Außerdienststellung | Die Division wurde im Rahmen der Neuausrichtung der Bundeswehr außer Dienst gestellt. Die 3 noch aktiven Heeresfliegerverbände wurden am 17. Dezember 2013 der Division Schnelle Kräfte unterstellt.                                                                    |
| Verbandsabzeichen der DSO | Division Schnelle Kräfte (DSK)            | 1. Januar 2014 (Umbenennung der Division Spezielle Operationen) | Stadtallendorf | aktiv                                 | Übernahm am 17. Dezember 2013 die Heeresfliegerverbände von der DLO. Transporthubschrauberregiment 10 Transporthubschrauberregiment 30 Kampfhubschrauberregiment 36 Mit Aufstellung Kommando Hubschrauber im Oktober 2020 wurden die Verbände dem Kommando unterstellt. |

## Brigaden
Brigaden, deren Kern Heeresflieger stellten, wurden erst nach Ende des Kalten Krieges aufgestellt. Ihre Nummerierung sagt daher nur wenig über die tatsächliche Unterstellung aus. Mit der Luftbeweglichen Brigade 1 entstand 2007 ein völlig neuer Brigadetyp, der luftmechanisierte Heeresfliegerregimenter, Transporthubschrauberregimenter und luftbewegliche Infanterie organisch miteinander verband, mitnichten also ein reiner Heeresfliegerverband ist.
|  | Bezeichnung                 | Aufstellung (aus)                        | Standort | Unterstellung                    | Verbleib                                        | Bemerkung                                                               |
|  | --------------------------- | ---------------------------------------- | -------- | -------------------------------- | ----------------------------------------------- | ----------------------------------------------------------------------- |
|  | Heeresfliegerbrigade 3      | 1. April 1994 (aus Teilen des HFlgKdo 3) | Mendig   | HFüKdo ab 1. Oktober 1994 DLO    | 31. Dezember 2007 aufgelöst                     | Nummer wegen Aufstellung unter Heranziehung von HFlgKdo 3               |
|  | Luftmechanisierte Brigade 1 | 3. April 1997 (Neuaufstellung)           | Fritzlar | IV. Korps ab 1. Oktober 1997 DLO | zum 11. Januar 2007 in LBwglBrig 1 umgegliedert |                                                                         |
|  | Luftbewegliche Brigade 1    | 11. Januar 2007 (aus LMechBrig 1)        | Fritzlar | DLO                              | zum 17. Dezember 2013 außer Dienst gestellt     | mit eingegliederter Infanterie und kein reiner Heeresfliegertruppenteil |

## Kommandos
Anfang 1957 wurde das erste Heeresfliegerkommando (HFlgKdo 801) aufgestellt und der obersten Heeresführung unterstellt. Schon zwei Jahre später wurde das Kommando aufgelöst und stattdessen die Heeresflieger auf Ebene der Korps unter das Kommando von drei Korps-Heeresfliegerkommandeuren 1, 2 und 3 (1 beim I. Korps, 2 beim II. Korps, 3 beim III. Korps) gestellt. In der Heeresstruktur III, Anfang 1971, wurden die Kommandos aufgewertet, jetzt bestanden die Heeresfliegerkommandos aus einem Stab und einer Stabsstaffel mit den unterstellten Truppenteilen. Bei der Einnahme der Heeresstruktur V (N) 1994 wurden die Heeresfliegerkommandos 1 und 2 aufgelöst und Teile des Heeresfliegerkommando 3 mit Personal und Material in die neu aufgestellte Heeresfliegerbrigade 3 überführt. Die Heeresfliegerkommandos 1 – 3 gliederten sich in der Heeresstruktur IV in:
- Stab
  - Stabsstaffel

sowie den unterstellten Truppenteilen
- Heeresfliegerstaffel (Geräteeinheit)
- Geophysikalische Gruppe (Geräteeinheit)
- Heeresfliegerinstandsetzungstaffel (nur bei HFlgKdo 1)
- Heeresflugplatzkommandanturen (in verschiedener Anzahl)
- Heeresfliegerausbildungsstaffel
- Heeresfliegerregimenter (3 je Korps, X0, X5 und X6, X = die Nummer des jeweiligen Korps)

|  | Bezeichnung                     | Aufstellung (aus)                               | Standort                                       | Unterstellung            | Verbleib                                    | Bemerkung |
|  | ------------------------------- | ----------------------------------------------- | ---------------------------------------------- | ------------------------ | ------------------------------------------- | --- |
|  | Heeresfliegerkommando 801       | 1. März 1957                                    | Niedermendig                                   | FüH                      | 1959 aufgelöst                              | diente der Aufstellung der Heeresfliegertruppe                                                               |
|  | Korps-Heeresfliegerkommandeur 1 | 1. Juli 1959                                    | Münster-Handorf                                | I. Korps                 | zum 1. April 1971 in HFlgKdo 1 umgegliedert | |
|  | Korps-Heeresfliegerkommandeur 2 | 1959                                            | Ulm, ab 1964 Laupheim                          | II. Korps                | zum 1. April 1971 in HFlgKdo 2 umgegliedert | wurde 1964 von Ulm nach Laupheim verlegt                                                                     |
|  | Korps-Heeresfliegerkommandeur 3 | 1959                                            | Koblenz                                        | III. Korps               | zum 1. April 1971 in HFlgKdo 3 umgegliedert | |
|  | Heeresfliegerkommando 1         | 1. April 1971 (Korps-Heeresfliegerkommandeur 1) | Münster-Handorf ab Anfang 1984 Rheine-Bentlage | I. Korps                 | 30. September 1994 aufgelöst                | wurde Anfang 1984 von Münster-Handorf nach Rheine-Bentlage verlegt                                           |
|  | Heeresfliegerkommando 2         | 1. April 1971 (Korps-Heeresfliegerkommandeur 2) | Laupheim                                       | II. Korps                | 30. Juni 1994 aufgelöst                     | |
|  | Heeresfliegerkommando 3         | 1. April 1971 (Korps-Heeresfliegerkommandeur 3) | Koblenz ab Mitte 1971 Mendig                   | III. Korps               | 31. März 1994 aufgelöst                     | Wurde Mitte 1971 von Koblenz nach Mendig verlegt; Personal und Material für die neue HFlgBrig 3 herangezogen |
|  | Kommando Hubschrauber           | 1. Oktober 2020                                 | Bückeburg                                      | Division Schnelle Kräfte |                                             | |

## Regimenter
Häufiger als bei vielen anderen Truppengattungen finden sich bei den Heeresfliegern Truppenteile auf der Gliederungsebene Regimenter, weil die Wartung und Instandsetzung des eigenen Geräts relativ personalstarke Truppenteile erfordern. Die Regimenter der Heeresflieger tragen – wie sonst in der Geschichte des Heeres nur wenige Truppenteile vergleichbarer Größe – offiziell verliehene Beinamen, die sich auf ihren Stationierungsraum beziehen. Die Nummern der Regimenter lassen auch heute noch die Herkunft der ehemals stringent nummerierten Regimenter erkennen. Unterschieden werden können folgende „Nummerierungsgruppen“:
- Die Regimenter, die 1979 ursprünglich mit Panzerabwehrhubschraubern MBB BO105 aufgestellt wurden, erhielten die Bezeichnungen Heeresfliegerregiment 16, 26 und 36. Die Endziffer „Sechs“ stand also für diese Klasse Regimenter, während die erste Ziffer jeweils für die ursprüngliche Unterstellung unter eines der Heeresfliegerkommandos 1, 2 und 3 stand (das Heeresfliegerregiment 26 war also beispielsweise beim II. Korps angesiedelt). Aus diesen Regimentern gingen später die als Kampfhubschrauberregimenter bezeichneten Regimenter hervor, die – so war zumindest geplant – den Eurocopter Tiger erhalten sollten. Auch als die Unterstellung unter die Korps (bzw. unter die Heeresfliegerkommandos) 1997 abgelöst wurde durch die Unterstellung unter die Luftmechanisierte Brigade 1 wurden die Ziffern aus Tradition beibehalten.
- Die überwiegend zum Transport aufgestellten Regimenter erhielten die Bezeichnungen Heeresfliegerregimenter 10, 15, 20, 25, 30 und 35. Jeweils zwei Regimenter wurden einem der Heeresfliegerkommando 1, 2 oder 3 unterstellt. Die erste Ziffer der Regimentsnummer entsprach dabei ihrer Unterstellung. Auch als diese Regimenter später in die Heeresfliegerbrigade 3 eingegliedert wurden und sich ihre Bezeichnung durch Namenszusätze („mittel“ steht für Regimenter mit CH-53G) bzw. Umbenennung in Transporthubschrauberregimenter änderte, hielt man dennoch an der ursprünglichen Ziffernsystematik fest, die bis heute den Ursprung dieser Regimenter erkennen lässt.
- Das Regiment mit der Nummer 6 war überwiegend ganz ähnlich wie die oben geschilderten Heeresfliegerregimenter 10, 15, 20, 25, 30 und 35 vorwiegend für Transportaufgaben ausgeplant. Die besondere Organisation der Verteidigung Deutschlands nördlich der Elbe, deren Hauptlast LANDJUT tragen sollte, führte wie bei vielen anderen Truppenteilen im Bereich Norddeutschland zu einigen weiteren Besonderheiten in der Aufstellung und Bezeichnung dieses Regiments (vgl. Gliederung im Bereich LANDJUT). So wurde das Regiment durch Panzerabwehrhubschrauber verstärkt, so dass auch die Panzerabwehr analog zu den Regimentern 16, 26 und 36 übernommen werden konnte, denn diese Fähigkeit wurde im Bereich LANDJUT durch kein selbständig ausgeplantes Regiment geleistet. Außerdem bestand eine Heeresflugplatzkommandantur. Insgesamt gliederte sich das Heeresfliegerregiment damit in: Heeresflugplatzkommandantur 601, 1. Staffel mit Panzerabwehrhubschraubern, die 2. Staffel mit leichten Transporthubschraubern, die 3. mit Verbindungs- und Beobachtungshubschraubern. Im Frieden war das Regiment ein Truppenteil der 6. Panzergrenadierdivision und erhielt an deren Bezeichnung angelehnt wie die übrigen Divisionstruppen ebenfalls die Regimentsnummer „Sechs“. Erst im Verteidigungsfall wäre das Regiment im Bedarfsfall LANDJUT zugeordnet worden. Da die 6. Panzergrenadierdivision, die im Verteidigungsfall ebenfalls zu LANDJUT gewechselt wäre, nicht zusätzlich analog zu den anderen Divisionen des Heeres noch über eine separate Heeresfliegerstaffel (Heeresfliegerstaffel 6 wäre die naheliegende Nummer gewesen) verfügte, war das Heeresfliegerregiment 6 wohl im Verteidigungsfall auch weiterhin anteilig mit der Unterstützung der 6. Panzergrenadierdivision beauftragt. Dazu wäre die 3. Staffel bei der 6. Panzergrenadierdivision auch im Verteidigungsfall verblieben.

|                                                      | Bezeichnung                                                | Aufstellung (aus)                                             | Stabssitz                                                    | Verbleib                               | Bemerkung |
| ursprüngliche „Panzerabwehrregimenter“               | ursprüngliche „Panzerabwehrregimenter“                     | ursprüngliche „Panzerabwehrregimenter“                        | ursprüngliche „Panzerabwehrregimenter“                       | ursprüngliche „Panzerabwehrregimenter“ | ursprüngliche „Panzerabwehrregimenter“ |
| ---------------------------------------------------- | ---------------------------------------------------------- | ------------------------------------------------------------- | ------------------------------------------------------------ | -------------------------------------- | --- |
|                                                      | Heeresfliegerregiment 16                                   | 1. April 1979 (Neuaufstellung)                                | Celle-Wietzenbruch                                           | 2002 aufgelöst                         | |
| Internes Verbandsabzeichen                           | Kampfhubschrauberregiment 26 Franken                       | 1. Oktober 1979 (Neuaufstellung)                              | Roth                                                         | 2014 Außerdienststellung               | als HFlgRgt 26 aufgestellt und 2003 in KpfHubschrRgt umbenannt; das Regiment im Rahmen der Neuausrichtung der Bundeswehr außer Dienst gestellt; (Tiger erhielt das Regiment nie)                              |
| Internes Verbandsabzeichen                           | Kampfhubschrauberregiment 36 Kurhessen                     | 1. Oktober 1979 (Neuaufstellung)                              | Fritzlar                                                     | aktiv                                  | als HflgRgt 36 aufgestellt und 2002 in KpfHubschrRgt umbenannt |
| ursprünglich „zum Transport aufgestellte Regimenter“ |                                                            |                                                               |                                                              |                                        | |
| Internes Verbandsabzeichen                           | leichtes Transporthubschrauberregiment 10 Lüneburger Heide | 1. April 1971 (Aus Teilen HFlgBtl 7, 11 und HFlgInstStff 108) | Celle-Wietzenbruch, 1. September 1981 Verlegung nach Faßberg | aktiv                                  | als HFlgRgt 10 1971 aufgestellt und 2003 in leTrspHubschrRgt umbenannt |
| Internes Verbandsabzeichen                           | Mittleres Transporthubschrauberregiment 15 Münsterland     | 1. April 1971 (Aus Teilen HFlgBtl 100 und HFlgInstStff 107)   | Rheine-Bentlage                                              | 2013 aufgelöst                         | als HFlgRgt 15 aufgestellt und 1. Januar 2003 in mTrspHubschrRgt umbenannt das Regiment wurde im Zuge der Neuausrichtung der Bundeswehr außer Dienst gestellt                                                 |
|                                                      | Heeresfliegerregiment 20                                   | 1. April 1971 (Aus Teilen HFlgBtl 4 und 10)                   | Roth, 1. Oktober 1979 Verlegung nach Neuhausen ob Eck        | 1994 aufgelöst                         | |
| Internes Verbandsabzeichen                           | Mittleres Transporthubschrauberregiment 25 Oberschwaben    | 1. April 1971 (Aus Teilen HFlgBtl 200 und HFlgInstStff 207)   | Laupheim                                                     | 2013 aufgelöst                         | als HFlgRgt 25 aufgestellt und 1. Oktober 2003 in mTrspHubschrRgt umbenannt seit 1994 Beiname Oberschwaben das Regiment wurde im Zuge der Neuausrichtung der Bundeswehr in das HSG 64 der Luftwaffe überführt |
| Internes Verbandsabzeichen                           | leichtes Transporthubschrauberregiment 30                  | 1. April 1971 (Aus Teilen HFlgBtl 2, 12 und HFlgInstStff 308) | Fritzlar, am 1. Juli 1980 Verlegung nach Niederstetten       | aktiv                                  | als HFlgRgt 30 aufgestellt und 1. Oktober 2003 in leTrspHubschrRgt umbenannt |
|                                                      | Heeresfliegerregiment 35                                   | 1. April 1971 (Aus Teilen HFlgBtl 300 und HFlgInstStff 307)   | Mendig                                                       | 2004 aufgelöst                         | |
| im Bereich LANDJUT                                   |                                                            |                                                               |                                                              |                                        | |
|                                                      | Heeresfliegerregiment 6 Hungriger Wolf                     | 1. April 1980 (HFlgBtl 6)                                     | Hungriger Wolf (Hohenlockstedt)                              | 31. März 2004 aufgelöst                | 1980 aus dem HFlgBtl 6 aufgestellt als HFlgRgt 6 |

## Bataillone
Heeresfliegerbataillone waren in der Geschichte der Heeresfliegertruppe selten. Sie existierten vorwiegend in der Heeresstruktur II, mit einer Ausnahme eines Bataillons in der Heeresstruktur III. Für die meisten Divisionen und die drei Korps des Heeres war jeweils ein Heeresfliegerbataillon aufgestellt worden. Ihre Bataillonsnummer entsprach der Nummer der Division (also Heeresfliegerbataillon 1 unterstellt 1. Panzergrenadierdivision usw.). Die Bataillone der Korps erhielten hunderter Nummern (also Heeresfliegerbataillon 100 unterstellt I. Korps usw.). Das Bataillon der Gebirgsdivision erhielt die Bezeichnung Gebirgsheeresfliegerbataillon 8, weil die Division als 8. Division des Heeres galt und das Präfix Gebirgs- fast alle unterstellten Truppenteile aufwiesen. Davon abweichend wurden nicht aufgestellt ein Heeresfliegerbataillon 3 (für die 3. Panzerdivision) und ein Heeresfliegerbataillon 9, das der 1. Luftlandedivision als „9. Division“ des Heeres unterstellt gewesen wäre, hätte es denn dort Bedarf für ein Heeresfliegerbataillon gegeben. Eine Sonderstellung nahm das HFlgBtl 6 ein, es wurde erst am 1. April 1980 in ein HFlgRgt umgegliedert. Es erhielt ab Oktober 1971 eine neue Gliederung, die 1./ wurde Stab-/Stabsstaffel, die selbständige HFlgInstStff 607 wurde als 4. Staffel eingegliedert und die Versorgungsstaffel wurde als 5. Staffel neu aufgestellt. Die Heeresfliegerbataillone in der Heeresstruktur II gliederten sich in:
- Stab
  - 1./ Stabs- und Versorgungsstaffel
  - 2./ Beobachtungs- und Verbindungsstaffel (fliegende Staffel)
  - 3./ Transportstaffel (fliegende Staffel)

|  | Bezeichnung                     | Aufstellung (aus)                       | Standort                        | Unterstellung | Verbleib                                | Bemerkung |
|  | ------------------------------- | --------------------------------------- | ------------------------------- | ------------- | --------------------------------------- | --- |
|  | Heeresfliegerbataillon 1        | 1. Januar 1964 (aus HFlgStff 1)         | Hildesheim                      | 1. PzGrenDiv  | 1. April 1971 umgegliedert              | die 2./HFlgBtl 1 wurde in HFlgStff 1 umbenannt, der Rest des Personals wurde zur Aufstellung des HFlgRgt 15 herangezogen                                                             |
|  | Heeresfliegerbataillon 2        | 1. Oktober 1966 (aus HFlgStff 2)        | Fritzlar                        | 2. PzGrenDiv  | 1. April 1971 umgegliedert              | die 2./HFlgBtl 2 wurde in HFlgStff 2 umbenannt, die 1./ und 3./ wurden zur Aufstellung des HFlgRgt 30 herangezogen                                                                   |
|  | Heeresfliegerbataillon 4        | 1. März 1964 (aus HFlgStff 4)           | Roth                            | 4. PzGrenDiv  | 1. April 1971 umgegliedert              | die 2./HFlgBtl 4 wurde in HFlgStff 4 umbenannt, die 1./ und 3./ wurden zur Aufstellung des HFlgRgt 20 herangezogen                                                                   |
|  | Heeresfliegerbataillon 5        | 1. Oktober 1969                         | Mendig und Fritzlar             | 5. PzDiv      | 1. April 1971 umgegliedert              | Im November 1969 verlegte die 1. und 2. Staffel von Fritzlar nach Mendig ; die 2./HFlgBtl 5 wurde in HFlgStff 5 umbenannt, die 3./ wurde zur Aufstellung des HFlgRgt 35 herangezogen |
|  | Heeresfliegerbataillon 6        | 1. November 1962 (aus HFlgStff 6)       | Hungriger Wolf (Hohenlockstedt) | 6. PzGrenDiv  | 1. April 1980 umgegliedert in HFlgRgt 6 | der besondere Aufstellungszeitraum ergab sich aus den Besonderheiten im Bereich LANDJUT, vgl. oben                                                                                   |
|  | Heeresfliegerbataillon 7        | 1. Mai 1968 (aus HFlgStff 7)            | Celle-Wietzenbruch              | 7. PzGrenDiv  | 1. April 1971 umgegliedert              | die 2./HFlgBtl 7 wurde in HFlgStff 7 umbenannt, die 1./ und 3./ wurden zur Aufstellung des HFlgRgt 10 herangezogen                                                                   |
|  | Gebirgsheeresfliegerbataillon 8 | 1. Januar 1969 (aus GebHFlgStff 8)      | Oberschleißheim                 | 1. GebDiv     | 1. April 1971 umgegliedert              | Bezeichnung auch Heeresfliegerbataillon 8 (Gebirge); die 2./HFlgBtl 8 wurde in GebHFlgStff 8 umbenannt und der Rest aufgelöst                                                        |
|  | Heeresfliegerbataillon 10       | 1. Januar 1967 (aus HFlgStff 10)        | Neuhausen ob Eck                | 10. PzGrenDiv | 1. April 1971 umgegliedert              | die 2./HFlgBtl 10 wurde in HFlgStff 10 umbenannt, die 1./ und 3./ wurden zur Aufstellung des HFlgRgt 20 herangezogen                                                                 |
|  | Heeresfliegerbataillon 11       | 1. Oktober 1964 (aus HFlgStff 11)       | Celle-Wietzenbruch              | 11. PzGrenDiv | 1. April 1971 umgegliedert              | die 2./HFlgBtl 11 wurde in HFlgStff 11 umbenannt, die 1./ und 3./ wurden zur Aufstellung des HFlgRgt 10 herangezogen                                                                 |
|  | Heeresfliegerbataillon 12       | 1. Dezember 1961                        | Niederstetten                   | 12. PzGrenDiv | 1. April 1971 umgegliedert              | die 2./HFlgBtl 12 wurde in HFlgStff 12 umbenannt, die 1./ und 3./ wurden zur Aufstellung des HFlgRgt 30 herangezogen                                                                 |
|  | Heeresfliegerbataillon 100      | 1. November 1961 (aus HFlgStff 101)     | Rheine-Bentlage                 | I. Korps      | 1. April 1971 umgegliedert              | Die HFlgStff 101 wurde wieder selbständig, der Rest wurde zur Aufstellung des HFlgRgt 15 herangezogen                                                                                |
|  | Heeresfliegerbataillon 200      | 1. April 1964                           | Laupheim                        | II. Korps     | 1. April 1971 umgegliedert              | Die HFlgStff 201 wurde wieder selbständig, der Rest wurde zur Aufstellung des HFlgRgt 25 herangezogen                                                                                |
|  | Heeresfliegerbataillon 300      | 1. November 1962 (aus HflgTrspStff 303) | Mendig                          | III. Korps    | 1. April 1971 umgegliedert              | Die HFlgStff 301 wurde wieder selbständig, der Rest wurde zur Aufstellung des HFlgRgt 35 herangezogen                                                                                |

Hinweis: die meisten dieser Bataillone führten kein internes Verbandsabzeichen, weil die offizielle Erlaubnis zum Tragen dieser Verbandsabzeichen erst 1980 erfolgte

## Staffeln
Bei den Heeresfliegern werden Einheiten als „Staffeln“ bezeichnet, analog zur Artillerie als Batterie.
Im Folgenden werden die Staffeln aufgeführt, die selbständig von einem übergeordneten Truppenteil aufweisen und nicht nur eine bloße Teileinheit einer übergeordneten Dienststelle darstellen. Diese wurden auch als selbständige Staffeln bezeichnet, wenn sie zu den Divisionstruppen zählten.

### Heeresfliegerstaffeln
Die Heeresfliegerstaffeln können in mehrere Gruppen geordnet werden:
- Heeresfliegerstaffeln der ursprünglichen Divisionen des Feldheeres. Diese Heeresfliegerstaffeln waren Teil der Divisionstruppen. Die meisten Heeresfliegerstaffeln der Divisionen waren schon in der Heeresstruktur I aufgestellt worden, wurden aber in der Heeresstruktur II aufgewertet und in Heeresfliegerbataillone umgegliedert (vgl. oben). Ausnahme war die Heeresfliegerstaffel 3, die am 1. Oktober 1958 in Rotenburg (Wümme) aufgestellt wurde und nie umgegliedert wurde. 1971 wurden die übrigen Heeresfliegerstaffeln aus den Heersfliegerbataillonen heraus neu aufgestellt. In Fortführung der Nummerierungssystematik der Heeresgliederstaffeln vor Umgliederung in Heeresfliegerbataillone und der daraus aufgestellten Heeresfliegerbataillone, behielten die 1971 neu aufgestellten Heeresfliegerstaffeln die Nummerierung ihrer Vorgänger jeweils bei. Ihre Staffelnummer entsprach also (vgl. oben) genau der Nummer der übergeordneten Division, wobei die 1. Gebirgsdivision als 8. Division des Heeres galt und die ihr unterstellte Staffel die Bezeichnung Gebirgsheeresfliegerbataillon erhielt, weil dieses Präfix ganz allgemein für fast alle dieser Division unterstellten Truppenteile typisch war. Nicht aufgestellt wurde eine Heeresfliegerstaffel 9 bei der 9. Division (=1. Luftlandedivision), wo schlicht kein Bedarf bzw. keine Möglichkeit zur Integration einer Heeresfliegerstaffel bestand. Erst später wurde eine Heeresfliegertransportstaffel aufgestellt, die diese „freie“ Nummer belegte. Nicht neu aufgestellt wurde außerdem eine Heeresfliegerstaffel 6, weil man im Bereich LANDJUT relativ starke Heeresfliegerkräfte auf Ebene der Divisionen vorhielt (vgl. Gliederung LANDJUT), so dass man dort bei der 6. Panzergrenadierdivision am bestehenden Heeresfliegerbataillon 6 festhielt und dieses später sogar zu einem Regiment aufwachsen ließ.
- Heeresfliegerstaffeln der „ostdeutschen Divisionen“. Nach 1991 wurden weitere Heeresfliegerstaffeln aufgestellt, die für die beiden neu aufgestellten Divisionen (nachmalig 13. und 14. Panzergrenadierdivision) in Ostdeutschland nach 1990 vorgesehen waren. Diese neu aufgestellten Heeresfliegerstaffeln erhielten aber aus unterschiedlichen Gründen nicht die naheliegenden Ziffern 13 bzw. 14. Ursächlich war, dass im Bereich Bundeswehrkommando Ost bzw. im Bereich des Heereskommando Ost / IV. Korps die in der Heeresstruktur V vorgesehene Fusion von Territorialheer und Feldheer mit der Aufstellung gemeinsamer Stäbe für die Wehrbereichskommandos 7 und 8 und der jeweils im Wehrbereich dislozierten (anfänglich noch ohne Ziffer versehenen) Divisionen (die spätere 13. und 14. Panzergrenadierdivision) ansatzweise umgesetzt wurde. Gleichzeitig war man in Ostdeutschland verpflichtet, die dort stationierten Truppen während des Abzuges der GSSD nicht in das in die NATO-Kommandostruktur integrierte Feldheer einzubinden, so dass die dort stationierten Truppen offiziell Teil der zum Territorialheer zählenden Wehrbereichskommandos waren. Folgerichtig erhielten die Heeresfliegerstaffeln in den Wehrbereichen VII und VIII die Bezeichnung Heeresfliegerstaffeln 70 und 80. Als die Fusionierung der Wehrbereichskommandos und Division rückgängig gemacht wurde und viele analog benannte „70er- und 80er-Truppenteile“ anderer Truppengattungen die Ziffern 13 uns 14 zur Kennzeichnung ihrer Divisionszugehörigkeit erhielten, waren die Heeresfliegerstaffeln 70 und 80 aber bereits in dieser Form außer Dienst gestellt.
- Heeresfliegerstaffeln der Korps des Feldheeres. Diese Heeresfliegerstaffeln waren Teil der Korpstruppen und direkt den Heeresfliegerkommandos 1, 2 und 3 unterstellt. Ihre Staffelnummern waren 100 und 101 (beim Heeresfliegerkommando 1), 200 und 201 (beim Heeresfliegerkommando 2) und 300 und 301 (beim Heeresfliegerkommando 3). Die Staffeln waren (teils?) Geräteeinheiten, d. h. im Verteidigungsfall mobilzumachende Truppenteile, deren Gerät für diesen Fall eingelagert war.
- Heeresfliegerstaffeln der ursprünglich drei Territorialkommandos. Diese als Geräteeinheiten ausgeplanten Heeresfliegerstaffeln waren Teil der Territorialheeres und unterstanden den Territorialkommandos Nord, Süd und Schleswig-Holstein. Ihre Staffelnummer war analog zur Bezeichnung anderer Truppenteile in diesen Kommandos 800 (Nord), 850 (Süd) und 600 (Schleswig-Holstein).
- Heeresfliegerstaffeln des „ostdeutschen Korps/Territorialkommandos“: Analog zu den Heeresfliegerstaffeln der westdeutschen Korps und der westdeutschen Territorialkommandos wurde nach der Wiedervereinigung auch in Ostdeutschland weitere Heeresflieger ausgeplant. Da in Ostdeutschland die Heeresstruktur V bereits ansatzweise auch auf Ebene der Korps umgesetzt war, wurde statt zwei Staffeln nur eine Heeresfliegerstaffel Ost aufgestellt, die dem fusionierten Korps/Territorialkommando Ost unterstellt war. Wie bei den Heersfiegerstaffeln 70 und 80 wählte man aus identischen Gründen eine Bezeichnung, die nicht der „normalen“ Nummerierungssystematik im Feldheer entsprach (naheliegend wäre beispielsweise Heeresfliegerstaffel 400 gewesen), sondern der Bezeichnung des territorialen Anteils des Stabes folgte.
- Heeresfliegerstaffeln im Bereich des Bundesministeriums der Verteidigung bzw. im Bereich der Heeresfliegerwaffenschule. Diese Heeresfliegerstaffel war Teil der Territorialheeres und hatte im Frieden primär Aufträge im Zusammenhang bei der Ausbildung, Übung und Weiterentwicklung der Heeresfliegertruppe bei der Heeresfliegerwaffenschule zu erfüllen. Im V-Fall hätte das Regiment nach Mendig verlegt und wäre dort im Sicherungs- und Versorgungsregiment BMVg (Wehrbereichskommando IV) direkt zur Unterstützung der obersten Bundeswehrführung herangezogen worden. Auf diese Besondere Zuordnung in der Kriegsgliederung deutete auch bereits die Staffelnummer 900 hin, die typisch für fast alle Truppenteile im Bereich des BMVg war.

|                                                                     | Bezeichnung                                                | Aufstellung (aus)                                                 | Standort                                                   | Unterstellung                                              | Verbleib                                                   | Bemerkung |
| Heeresfliegerstaffeln der Divisionen: 1. Aufstellungswelle          | Heeresfliegerstaffeln der Divisionen: 1. Aufstellungswelle | Heeresfliegerstaffeln der Divisionen: 1. Aufstellungswelle        | Heeresfliegerstaffeln der Divisionen: 1. Aufstellungswelle | Heeresfliegerstaffeln der Divisionen: 1. Aufstellungswelle | Heeresfliegerstaffeln der Divisionen: 1. Aufstellungswelle | Heeresfliegerstaffeln der Divisionen: 1. Aufstellungswelle |
| ------------------------------------------------------------------- | ---------------------------------------------------------- | ----------------------------------------------------------------- | ---------------------------------------------------------- | ---------------------------------------------------------- | ---------------------------------------------------------- | --- |
|                                                                     | Heeresfliegerstaffel 1                                     | 1. April 1959                                                     | Celle-Wietzenbruch ab 1. April 1962 Hildesheim             | 1. PzGrenDiv                                               | 2. Januar 1964 umgegliedert                                | Umgegliedert in Heeresfliegerbataillon 1 |
|                                                                     | Heeresfliegerstaffel 2                                     | 1959                                                              | Fritzlar                                                   | 2. PzGrenDiv                                               | 1. Oktober 1966 umgegliedert                               | Umgegliedert in Heeresfliegerbataillon 2 |
|                                                                     | Heeresfliegerstaffel 3                                     | 1. Oktober 1958 (Neuaufstellung)                                  | Rotenburg (Wümme)                                          | 3. PzDiv                                                   | 1993/1994 aufgelöst                                        | wird nicht in ein Heeresfliegerbataillon umgegliedert |
|                                                                     | Heeresfliegerstaffel 4                                     | 1959                                                              | Fritzlar ab 1. Oktober 1961 Roth                           | 4. PzGrenDiv                                               | 1. März 1964 umgegliedert                                  | Umgegliedert in Heeresfliegerbataillon 4 |
|                                                                     | Heeresfliegerstaffel 6                                     | 16. März 1959 (HFlgStff 814)                                      | Hungriger Wolf (Hohenlockstedt)                            | 6. PzGrenDiv                                               | 1. November 1962 umgegliedert                              | Umgegliedert in Heeresfliegerbataillon 6 |
|                                                                     | Heeresfliegerstaffel 7                                     | 1. September 1960 (Neuaufstellung)                                | Rheine-Bentlage, ab 1. Juli 1961 Celle-Wietzenbruch        | 7. PzGrenDiv                                               | 1. Mai 1968 umgegliedert                                   | Aufnahme des Flugbetriebs ab Juni 1961. Umgegliedert in Heeresfliegerbataillon 7 |
|                                                                     | Gebirgsheeresfliegerstaffel 8                              | 1. März 1959 (HFlgStff 1)                                         | Oberschleißheim                                            | 1. GebDiv                                                  | 1. Januar 1969 umgegliedert                                | Umgegliedert in Gebirgsheeresfliegerbataillon 8 |
|                                                                     | Heeresfliegerstaffel 10                                    | 1964 (HFlgStff (LL) 9)                                            | Friedrichshafen/Bodensee ab 1966 Neuhausen ob Eck          | 10. PzGrenDiv                                              | 2. Januar 1967 umgegliedert                                | Umgegliedert in Heeresfliegerbataillon 10 |
|                                                                     | Heeresfliegerstaffel 11                                    | 1959 (Neuaufstellung)                                             | Celle-Wietzenbruch                                         | 11. PzDiv                                                  | 1. Oktober 1964 umgegliedert                               | Umgegliedert in Heeresfliegerbataillon 11 |
|                                                                     | Heeresfliegerstaffel 12                                    | 1961                                                              | Niederstetten                                              | 12. PzDiv                                                  | 1. Dezember 1961 umgegliedert                              | Umgegliedert in Heeresfliegerbataillon 12 |
| Heeresfliegerstaffeln der Divisionen: 2. Aufstellungswelle          |                                                            |                                                                   |                                                            |                                                            |                                                            | |
|                                                                     | Heeresfliegerstaffel 1                                     | 1. April 1971 (aus 2./HFlgBtl 1)                                  | Hildesheim ab 1. Okt. 1979 Rheine-Bentlage                 | 1. PzGrenDiv                                               | verlegt und umbenannt                                      | wurde am 1. Oktober 1979 nach Rheine-Bentlage verlegt und in HFlgStff 7 umbenannt                                                                                                   |
|                                                                     | Heeresfliegerstaffel 1                                     | 1. Oktober 1979 (umbenannt aus HFlgStff 7)                        | Celle-Wietzenbruch                                         | 1. PzDiv                                                   | 30. September 1994 aufgelöst                               | |
|                                                                     | Heeresfliegerstaffel 2                                     | 1. April 1971 (aus 2./HFlgBtl 2)                                  | Fritzlar                                                   | 2. PzGrenDiv                                               | 31. März 1994 aufgelöst                                    | |
|                                                                     | Heeresfliegerstaffel 4                                     | 1. April 1971 (aus 2./HFlgBtl 4)                                  | Feldkirchen-Mitterharthausen                               | 4. PzGrenDiv                                               | 31. März 1994 aufgelöst                                    | |
|                                                                     | Heeresfliegerstaffel 5                                     | 1. April 1971 (aus 2./HFlgBtl 5)                                  | Mendig                                                     | 5. PzDiv                                                   | 31. März 1994 aufgelöst                                    | |
|                                                                     | Heeresfliegerstaffel 7                                     | 1. April 1971 (aus 2./HFlgBtl 7)                                  | Celle-Wietzenbruch                                         | 7. PzGrenDiv                                               | verlegt und umbenannt                                      | wurde am 1. Oktober 1979 in HFlgStff 1 umbenannt |
|                                                                     | Heeresfliegerstaffel 7                                     | 1. Oktober 1979 (umbenannt aus HFlgStff 1)                        | Rheine-Bentlage                                            | 7. PzDiv                                                   | 30. September 1994 aufgelöst                               | |
|                                                                     | Gebirgsheeresfliegerstaffel 8                              | 1. April 1971 (aus 2./HFlgBtl 8 (Gebirge))                        | Oberschleißheim ab 1. Juli 1981 Landsberg am Lech          | 1. GebDiv                                                  | 30. September 1994 aufgelöst                               | |
|                                                                     | Heeresfliegerstaffel 10                                    | 1. April 1971 (aus 2./HFlgBtl 10)                                 | Neuhausen ob Eck                                           | 10. PzDiv                                                  | 31. März 1994 aufgelöst                                    | |
|                                                                     | Heeresfliegerstaffel 11                                    | 1. April 1971 (aus 2./HFlgBtl 11)                                 | Celle-Wietzenbruch ab 1972 Rotenburg (Wümme)               | 11. PzGrenDiv                                              | 31. Dezember 1993 aufgelöst                                | |
|                                                                     | Heeresfliegerstaffel 12                                    | 1. April 1971 (aus 2./HFlgBtl 12)                                 | Niederstetten                                              | 12. PzDiv                                                  | 31. Dezember 1993 aufgelöst                                | |
| Heeresfliegerstaffeln der ostdeutschen Divisionen                   |                                                            |                                                                   |                                                            |                                                            |                                                            | |
|                                                                     | Heeresfliegerstaffel 70                                    | 1. April 1991 (aus Teilen des KHG-3 der NVA)                      | Cottbus                                                    | WBK VII/13. PzGrenDiv                                      | 1994 umgegliedert                                          | Fusionierte am 1. Okt. 1993 mit der HFlgStff Ost zur HFlgVbdg/AufklStff 400 |
|                                                                     | Heeresfliegerstaffel 80                                    | 1. April 1991 (aus Teilen des KHG-5 der NVA)                      | Basepohl                                                   | WBK VIII/14. PzGrenDiv                                     | 31. März 1994 aufgelöst                                    | |
| Heeresfliegerstaffeln der Korps                                     |                                                            |                                                                   |                                                            |                                                            |                                                            | |
|                                                                     | Heeresfliegerstaffel 101                                   | 1. September 1960 (Neuaufstellung)                                | Rheine-Bentlage                                            | Korps-HFlgKdr 1                                            | 1961 umgegliedert                                          | Umgegliedert in Heeresfliegerbataillon 100 |
|                                                                     | Heeresfliegerstaffel 101                                   | 1. April 1971 (aus 2./HFlgBtl 100)                                | Rheine-Bentlage                                            | HFlgKdo 1                                                  | 1. Oktober 1979 eingegliedert                              | wurde in die Stabsstaffel des HFlgKdo 1 eingegliedert |
|                                                                     | Heeresfliegerstaffel 201                                   | 1. April 1971 (aus 2./HFlgBtl 200)                                | Laupheim                                                   | HFlgKdo 2                                                  | 1. Oktober 1979 eingegliedert                              | wurde in die Stabsstaffel des HFlgKdo 2 eingegliedert |
|                                                                     | Heeresfliegerstaffel 301                                   | 1. April 1971 (aus 2./HFlgBtl 300)                                | Mendig                                                     | HFlgKdo 3                                                  | 1. Oktober 1979 eingegliedert                              | wurde in die Stabsstaffel des HFlgKdo 3 eingegliedert |
|                                                                     | Heeresfliegerstaffel 100 (GerEinh)                         |                                                                   | Rheine-Bentlage                                            | HFlgKdo 1                                                  | aufgelöst                                                  | Das Material wurde im Mobilmachungsstützpunkt Rheine-Bentlage in der Theodor-Blank-Kaserne eingelagert.                                                                             |
|                                                                     | Heeresfliegerstaffel 200 (GerEinh)                         |                                                                   | Laupheim                                                   | HFlgKdo 2                                                  | aufgelöst                                                  | wurde nach Auflösung des Heeresfliegerkommandos dem HFlgRgt 25 unterstellt. Das Material wurde im Mobilmachungsstützpunkt Laupheim in der Kurt-Georg-Kiesinger-Kaserne eingelagert. |
|                                                                     | Heeresfliegerstaffel 300 (GerEinh)                         |                                                                   | Mendig                                                     | HFlgKdo 3                                                  | aufgelöst                                                  | Das Material wurde im Mobilmachungsstützpunkt Mendig in der Gunther-Plüschow-Kaserne eingelagert.                                                                                   |
| Heeresfliegerstaffeln der Territorialkommandos                      |                                                            |                                                                   |                                                            |                                                            |                                                            | |
|                                                                     | Heeresfliegerstaffel 600 (GerEinh)                         |                                                                   | Hungriger Wolf (Hohenlockstedt)                            | TerrKdo Schleswig-Holstein                                 | 1993/1994 aufgelöst                                        | Das Material wurde im Mobilmachungsstützpunkt Hohenlockstedt eingelagert. |
|                                                                     | Heeresfliegerstaffel 800 (GerEinh)                         |                                                                   | Rheine-Bentlage                                            | TerrKdo Nord                                               | 1993/1994 aufgelöst                                        | Das Material wurde im Mobilmachungsstützpunkt Rheine-Bentlage in der Theodor-Blank-Kaserne eingelagert.                                                                             |
|                                                                     | Heeresfliegerstaffel 850 (GerEinh)                         |                                                                   | Rohrbach (Pfalz)                                           | TerrKdo Süd                                                | 1993/1994 aufgelöst                                        | Das Material wurde im Mobilmachungsstützpunkt Rohrbach eingelagert. |
| Heeresfliegerstaffeln der „ostdeutschen Korps/Territorialkommandos“ |                                                            |                                                                   |                                                            |                                                            |                                                            | |
|                                                                     | Heeresfliegerstaffel Ost                                   | 1. April 1991 (aus Teilen des NVA-Kampfhubschraubergeschwaders 3) | Cottbus                                                    | Korps/TerrKdo Ost                                          | 1994 umgegliedert                                          | Fusionierte zum 1. Okt. 1993 mit der HFlgStff 70 zur HFlgVbdg/AufklStff 400 |
| Heeresfliegerstaffeln im Bereich BMVg/HFlgWaS                       |                                                            |                                                                   |                                                            |                                                            |                                                            | |
|                                                                     | Heeresfliegerstaffel 900                                   | 1. April 1971 (Umgegliedert aus HFlgVerbStff 700)                 | Bückeburg (Mendig)                                         | HFlgWaS (SichVersRgt BMVg)                                 | 31. März 1993 aufgelöst                                    | im V-Fall dem Sicherungs- und Versorgungsregiment BMVg unterstellt im V-Fall Verlegung nach Mendig geplant                                                                          |

### Heeresfliegerverbindungs- und Aufklärungsstaffeln
Heeresfliegerverbindungs- und Aufklärungsstaffeln wurden nach Ende des Kalten Krieges aufgestellt. Zunächst wurde 1993 in Ostdeutschland die Heeresfliegerverbindungs- und Aufklärungsstaffel 400 aufgestellt. Ihre Staffelnummer 400 deutete darauf hin, dass die Staffel für den Einsatz dem IV. Korps zugeordnet war und der NATO assigniert wurde. Zu diesem Zeitpunkt war es also nicht mehr nötig ihre Bezeichnung an die Bezeichnungen im Territorialheer (vgl. oben zur Benennung Heeresfliegerstaffel Ost, 70 und 80) anzulehnen, weil das Feldheer in Ostdeutschland nach Abzug der GSSD auch offiziell Truppenteile ausplante. Erst später (2002/2003) wurden weitere Heeresfliegerverbindungs- und Aufklärungsstaffeln auch in Westdeutschland aufgestellt.
|                            | Bezeichnung                                          | Aufstellung (aus)                     | Standort           | Unterstellung            | Verbleib          | Bemerkung                                                                |
| -------------------------- | ---------------------------------------------------- | ------------------------------------- | ------------------ | ------------------------ | ----------------- | ------------------------------------------------------------------------ |
| Internes Verbandsabzeichen | Heeresfliegerverbindungs- und Aufklärungsstaffel 100 | 2002 (aus Teilen des HFlgRgt 16)      | Celle-Wietzenbruch | Luftbewegliche Brigade 1 | 2013 aufgelöst    | wurde mit der Neuausrichtung der Bundeswehr aufgelöst                    |
|                            | Heeresfliegerverbindungs- und Aufklärungsstaffel 300 | 2003 (aus Teilen des HFlgRgt 35)      | Mendig             | HFlgBrig 3               | 2007 aufgelöst    |                                                                          |
|                            | Heeresfliegerverbindungs- und Aufklärungsstaffel 400 | 1. Oktober 1993 (HFlgStff 70 und Ost) | Cottbus            | HFlgBrig 3               | 2002 umgegliedert | wurde 2002 in HFlgUstgStff 1 umgegliedert und 2003 nach Holzdorf verlegt |

### Heeresfliegertransportstaffeln
Für die Allied Command Europe Mobile Forces (AMF) der NATO hielt das Heer bei Bedarf von der AMF abrufbare Truppenteile zur Verfügung. Viele dieser Truppenteile waren bei der 1. Luftlandedivision angesiedelt. Zu diesen Elementen zählte auch die leichte Heerestransportstaffel, die am 1. Oktober 1993 als 3. selbständige Staffel im Heeresfliegerregiment 30 aufgestellt wurde. Sie erhielt die Staffelnummer 9, weil die 1. Luftlandedivision als 9. Division des Heeres galt. Auch als die Division zum 1. April 1994 aufgelöst wurde, behielt man die Bezeichnung bei. Im Gegensatz zu den meisten anderen Divisionen des Heeres verfügte die 1. Luftlandedivision bisher (vgl. oben) nicht über eigene Heeresfliegertruppenteile. Bis dahin war der deutsche Beitrag zu den Lufttransportkapazitäten für AMF-Land bei dem Heeresfliegerregiment 30, der seit 1974 bestand. Von 1974 bis 1979 hatte die 2. Staffel, danach die 1. Staffel den Auftrag. Seit 1. April 1994 war die leichte Heeresfliegertransportstaffel 9 für Übung und Einsatz im Rahmen von AMF der Heeresfliegerbrigade 3 direkt unterstellt, unterstand truppendienstlich aber dem Heeresfliegerregiment 30, um so beispielsweise die logistischen Kapazitäten im Frieden nutzen zu können. Die leichte Heeresfliegertransportstaffel 9 bestand nur rund fünf Jahre. Sie wurde aus Kostengründen wieder aufgelöst. Danach übernahm wieder die 1. Staffel des Heeresfliegerregiment 30 den Auftrag.
|  | Bezeichnung                                 | Aufstellung (aus) | Standort      | Unterstellung | Verbleib                | Bemerkung                                                          |
|  | ------------------------------------------- | ----------------- | ------------- | ------------- | ----------------------- | ------------------------------------------------------------------ |
|  | leichte Heeresfliegertransportstaffel 9 AMF | 1. Oktober 1993   | Niederstetten | HFlgRgt 30    | 31. März 1998 aufgelöst | Der AMF Auftrag ging wieder an das HFlgRgt 30 (1./FlgAbt 301) über |

### Heeresfliegerversuchsstaffeln
Die bei der Heeresfliegerwaffenschule aufgestellte Heeresfliegerversuchsstaffel diente der Erprobung neuer Methoden und Technik im Rahmen der Weiterentwicklung der Heeresfliegertruppe. Ihre Staffelnummer 910 zeugte davon, dass sie an die Heeresfliegerstaffel 900 (siehe oben) angelehnt war. Auch ihre Nummer im 900er-Bereich deutete demzufolge an, dass sie in der vor 1990 vorgesehenen Kriegsgliederung unmittelbar zur Unterstützung der obersten Bundeswehrführung im Bereich des Bundesministeriums der Verteidigung herangezogen werden sollte bzw. im Frieden in den Kommandobereich des Heeresamtes fiel.
|  | Bezeichnung                      | Aufstellung (aus)                                                   | Standort           | Unterstellung | Verbleib                    | Bemerkung |
|  | -------------------------------- | ------------------------------------------------------------------- | ------------------ | ------------- | --------------------------- | --------- |
|  | Heeresfliegerversuchsstaffel     | 1. April 1973 (aus Teilen der Drohnen.- Lehr.- und Versuchsstaffel) | Celle-Wietzenbruch | HFlgWaS       | 1981 verlegt und umbenannt  |           |
|  | Heeresfliegerversuchsstaffel 910 | 1981 (aus HFlgVsuStff)                                              | Bückeburg          | HFlgWaS       | 31. Dezember 2008 aufgelöst |           |

### Heeresfliegerunterstützungsstaffeln
Die Heeresfliegerunterstützungsstaffeln waren nur eine kurze Episode in der Geschichte der Heeresflieger. Ihr Aufgabenbereich ist gleichzusetzen mit den Heeresfliegerstaffeln der Divisionen in der Heeresstruktur IV. Sie waren den Divisionen unterstellt, gehörten aber nicht zu den Divisionstruppen, sondern zu den beiden Brigaden (HFlgBrig 3 und LuftBwglBrig 1). Sie wurden mit der Einnahme der Heeresstruktur „Heer der Zukunft“ 2002 schrittweise aufgestellt. Den Anfang machte die Heeresfliegerunterstützungsstaffel 1. Sie entstand aus der Heeresfliegerverbindungs- und Aufklärungsstaffel 400. Es folgten die Heeresfliegerunterstützungsstaffeln 14, 7, 13 und 10. Zur Aufstellung der 4 neuen Staffeln wurden die Verbindungs- und Aufklärungs Teile aller Stabs- und Betriebsstaffeln der Regimenter herausgelöst und in die neu aufzustellenden Heeresfliegerunterstützungsstaffeln eingegliedert. Die Staffel Nummerierung orientiert sich an den Divisionen (HFlgUstgStff 1 = 1. PzDiv, HFlgUstgStff 7 = 7. PzDiv, HFlgUstgStff 10 = 10. PzDiv, HFlgUstgStff 13 = 13. PzGrenDiv und HFlgUstgStff 14 = 14. PzGrenDiv). Schon 2003 wurde die Heeresfliegerunterstützungsstaffel 7 wieder aufgelöst, es folgte die Heeresfliegerunterstützungsstaffel 13, 14 und 10 bis 2007.
|  | Bezeichnung                           | Aufstellung (aus)                | Standort           | Unterstellung            | Verbleib       | Bemerkung                                             |
|  | ------------------------------------- | -------------------------------- | ------------------ | ------------------------ | -------------- | ----------------------------------------------------- |
|  | Heeresfliegerunterstützungsstaffel 1  | 2002 (HFlgVbdg/AufklStff 400)    | Holzdorf           | Luftbewegliche Brigade 1 | 2013 aufgelöst | wurde mit der Neuausrichtung der Bundeswehr aufgelöst |
|  | Heeresfliegerunterstützungsstaffel 7  | 2002                             | Mendig             | HFlgBrig 3               | 2003 aufgelöst |                                                       |
|  | Heeresfliegerunterstützungsstaffel 10 | 1. Oktober 2003                  | Laupheim           | HFlgBrig 3               | aufgelöst      |                                                       |
|  | Heeresfliegerunterstützungsstaffel 13 | 2003                             | Niederstetten      | HFlgBrig 3               | aufgelöst      |                                                       |
|  | Heeresfliegerunterstützungsstaffel 14 | 2002 (aus Teilen des HFlgRgt 16) | Celle-Wietzenbruch | LMechBrig 1              | 2005 aufgelöst |                                                       |

### Heeresfliegerinstandsetzungsstaffeln
Die ersten Heeresfliegerinstandsetzungsstaffeln wurden schon Ende der fünfziger Jahre aufgestellt. Ihr Auftrag war die Wartung und Instandsetzung des fliegenden Materials sicherzustellen. Anfangs selbständig, wurden die meisten Heeresfliegerinstandsetzungsstaffeln in die am 1. April 1971 neu aufgestellten Heeresfliegerregimenter eingegliedert. Die Heeresfliegerinstandsetzungsstaffel 102 (vormals HFlgInstStff 109) auf dem Heeresflugplatz Rotenburg (Wümme), war dem I. Korps unterstellt und blieb selbständig. Sie hatte den Auftrag die beiden dort stationierten Heeresfliegerstaffeln zu warten und instand zu setzen. Sie wurde 1994, nach Auflösung der Heeresfliegerstaffeln 3 und 11, auch aufgelöst. Nach 8 Jahren (2002) wurden wieder selbständige Instandsetzungstaffeln, in der Heeresfliegerbrigade 3 und Luftmechanisierte Brigade 1 mit den Nummern 300 = HFlgBrig 3 und 100 = LMechBrig 1, neu aufgestellt. Jetzt waren sie für die Wartung und Instandsetzung des Fliegenden Materials (Bölkow Bo 105) der selbständigen Heeresfliegerstaffeln zuständig. Nach Auflösung der Staffeln und der Heeresfliegerbrigade 3 2007, wurde die Heeresfliegerinstandsetzungsstaffel 300 am 30. Juni 2008 Außerdienst gestellt.
|                            | Bezeichnung                             | Aufstellung (aus)                          | Standort           | Unterstellung            | Verbleib                | Bemerkung                                             |
| -------------------------- | --------------------------------------- | ------------------------------------------ | ------------------ | ------------------------ | ----------------------- | ----------------------------------------------------- |
| Internes Verbandsabzeichen | Heeresfliegerinstandsetzungsstaffel 100 | 1. Oktober 2002 (aus Teilen des HFgRgt 16) | Celle-Wietzenbruch | Luftbewegliche Brigade 1 | 2013 aufgelöst          | wurde mit der Neuausrichtung der Bundeswehr aufgelöst |
|                            | Heeresfliegerinstandsetzungsstaffel 102 |                                            | Rotenburg (Wümme)  | HFlgKdo 1                | 1994 aufgelöst          |                                                       |
|                            | Heeresfliegerinstandsetzungsstaffel 300 | 2002                                       | Mendig             | HFlgBrig 3               | 30. Juni 2008 aufgelöst |                                                       |

### Heeresfliegersicherungsstaffeln
|  | Bezeichnung                        | Aufstellung (aus)               | Standort                | Unterstellung            | Verbleib  | Bemerkung |
|  | ---------------------------------- | ------------------------------- | ----------------------- | ------------------------ | --------- | --------- |
|  | Heeresfliegersicherungsstaffel 301 |                                 | Fritzlar                |                          | aufgelöst |           |
|  | Heeresfliegersicherungsstaffel 302 | 1. Januar 1995 (Neuaufstellung) | Feldkirchen (Straubing) | Heeresfliegerstaffel 269 | aufgelöst |           |

### Heeresfliegerausbildungsstaffeln
Die Heeresfliegerausbildungsstaffeln hatten die Aufgabe die Allgemeine Grundausbildung (AGA) für die Heeresflieger durchzuführen. Sie wurden Anfang der sechziger Jahre aufgestellt und den Heeresfliegerbataillonen unterstellt. In der Heeresstruktur III wurden einige aufgelöst und 3 Staffeln blieben erhalten, bekamen eine neue Nummerierung (103, 203 und 303) und wurden den Heeresfliegerkommandos unterstellt. 1980, mit Einnahme der Heeresstruktur IV, erhielten sie ihre endgültige Nummerierung. Die Nummer 8 steht für die Heeresfliegertruppe und die römische Zahl für das Korps bzw. Heeresfliegerkommando (Beispiel: 8/I untersteht dem HFlgKdo 1 des I. Korps). Nach Auflösung der Heeresfliegerkommandos 1994 wurden die Ausbildungsstaffel anderen Einheiten unterstellt. Mitte der neunziger Jahre wurden 2 weitere Ausbildungsstaffeln aufgestellt. Die neuen Ausbildungsstaffeln erhielten die Nummern 8/IV und 8/V. Die Nummerierung hatte bis Anfang 2002, mit Einnahme der Heeresstruktur „Heer der Zukunft“, Bestand. In der neuen Heeresstruktur wurden die Ausbildungsstaffel in den Heeresfliegerregimentern eingegliedert und umbenannt. Jetzt nennen sie sich Heeresfliegerstaffel mit der Endnummer 9 des jeweiligen Regimentes (HFlgStff 109 = 9. Staffel des mTrspHubschrRgt 10). Dieser Prozess, Umgliederung und Neuaufstellung, zog sich bis ins Jahr 2007 hin. Jetzt hat jedes Regiment ihre eigene Ausbildungseinheit. Die neuen Heeresfliegerstaffel sind Einsatz- und Unterstützungsstaffeln und gliedern sich in 2 Ausbildungszügen und einem Unterstützungszug. Ihr Auftrag ist: Durchführung der allgemeinen Grundausbildung und Aus- und Weiterbildung der Feldwebelanwärter für das Regiment.
|  | Bezeichnung                           | Aufstellung (aus)                                 | Standort           | Unterstellung       | Verbleib            | Bemerkung                                             |
|  | ------------------------------------- | ------------------------------------------------- | ------------------ | ------------------- | ------------------- | ----------------------------------------------------- |
|  | Heeresfliegerausbildungsstaffel 8/I   | 1. Oktober 1979 (aus HFlgAusbStff 103)            | Rotenburg (Wümme)  | HFlgKdo 1           | 2004 umbenannt      | wurde im April 1995 nach Celle-Wietzenbruch verlegt   |
|  | Heeresfliegerausbildungsstaffel 8/II  | 1. Januar 1980 (aus HFlgAusbStff 203)             | Roth               | HFlgKdo 2           | 2004 umbenannt      |                                                       |
|  | Heeresfliegerausbildungsstaffel 8/III | 1. Oktober 1979 (aus HFlgAusbStff 303)            | Niederstetten      | HFlgKdo 3           | 2003 aufgelöst      | wurde 1993 nach Mayen verlegt                         |
|  | Heeresfliegerausbildungsstaffel 8/IV  |                                                   | Fritzlar           | HFlgRgt 36          |                     |                                                       |
|  | Heeresfliegerausbildungsstaffel 8/V   |                                                   |                    | HFlgRgt 36          |                     |                                                       |
|  | Heeresfliegerstaffel 109              | 2004 (umbenannt aus HFlgAusbStff 8/I)             | Celle-Wietzenbruch | leTrspHubschrRgt 10 | nach 2013 aufgelöst | wurde mit der Neuausrichtung der Bundeswehr aufgelöst |
|  | Heeresfliegerstaffel 159              | 1. Januar 2007 (Neu Aufstellung)                  | Rheine-Bentlage    | mTrspHubschrRgt 15  | 2013 aufgelöst      | wurde mit der Neuausrichtung der Bundeswehr aufgelöst |
|  | Heeresfliegerstaffel 259              | 2004                                              | Laupheim           | mTrspHubschrRgt 25  | 2013 aufgelöst      | wurde mit der Neuausrichtung der Bundeswehr aufgelöst |
|  | Heeresfliegerstaffel 269              | 2004 (umbenannt aus HFlgAusbStff 8/II)            | Roth               | KpfHubschrRgt 26    | 2013 aufgelöst      | wurde mit der Neuausrichtung der Bundeswehr aufgelöst |
|  | Heeresfliegerstaffel 309              | 2004                                              | Niederstetten      | leTrspHubschrRgt 30 | aktiv               |                                                       |
|  | Heeresfliegerstaffel 369              | 1. Oktober 2002 (umbenannt aus HFlgAusbStff 8/IV) | Fritzlar           | KpfHubschrRgt 36    | aktiv               |                                                       |

## Heeresflugplatzkommandanturen
Die erste Heeresflugplatzkommandantur, damals nannte man sie Flugplatzkommando (H), wurde bereits Ende 1956 auf dem ersten Heeresflugplatz in Niedermendig aufgestellt. In den kommenden Jahren sollten bis zu 40 Flugplatzkommandos (H) aufgestellt werden. Schon Ende 1959 stellte man fest, dass selbständige Flugplatzkommandos keinen Sinn ergeben, und gliederte diese in die Heeresfliegerstaffel als „Versorgungs-Gruppe“ ein. Das war das Ende der selbständigen Flugplatzkommandos. Schon 2 Jahre später wurden sie wieder selbständig. In den Jahren bis 1973 wurden viele Flugplatzkommandos mehrmals umgegliedert und umnummeriert. Mit Einnahme der Heeresstruktur III erhielten die Flugplatzkommandos ihren neuen Namen „Heeresflugplatzkommandantur“, ein einheitliches Nummernschema (100, 101, 102 usw. beim HFlgKdo 1, 200, 201, 202 usw. beim HFlgKdo 2 und 300er-Nummern beim HFlgKdo 3, 600er-Nummern wie üblich im Bereich LANDJUT (vgl. oben) und 700er- und 800er-Nummern für die nach der Wiedervereinigung in den analog nummerierten Wehrbereichen VII und VIII aufgestellten Kommandanturen) und waren den Heeresfliegerkommandos direkt unterstellt, wobei davon abweichend die Kommandanturen im Bereich LANDJUT direkt dem Heeresfliegerregiment 6 (ein Heeresfliegerkommando gab es dort nicht!) unterstanden und im Gebiet des nach 1990 neu in Ostdeutschland aufgestellten Korps eine Unterstellung unter die Wehrbereichskommandos erfolgte, weil auch dort kein entsprechendes Heeresfliegerkommando ausgeplant wurde. Die Heeresflugplatzkommandanturen hatten bis zur Heeresstruktur 5 (N) Bestand. 1994 wurden alle Heeresflugplatzkommandanturen aufgelöst; einige wurden in die neu aufgestellten Stabs- und Flugbetriebsstaffeln der Heeresfliegerregimenter eingegliedert. Ihre Aufgabe ist Ablauf und Sicherheit des Flugbetriebes auf dem Flugplatz, und sie sind insofern auch nicht mit den weitgehend mit zivilen Aufgaben betrauten ehemaligen Standortverwaltungen zu vergleichen. Dieses hat sich bis heute nicht geändert.
Die Heeresflugplatzkommandanturen gliederten sich in:
- Führungsgruppe
- Flugsicherheitsgruppe
- Flugunterstützungsgruppe
- Nachschubgruppe
- Instandsetzungsgruppe
- Sicherungszug (GerEinh)

Dazu kommt der zivile Teil:
- Heeresflugplatzfeuerwehr
- Geophysikalische Beratungsstelle (Wetterdienst)
- zivile Wache (nicht auf allen Heeresflugplätzen)

|  | Bezeichnung                     | Aufstellung (aus)                                                 | Standort                        | Unterstellung          | Verbleib                     | Bemerkung |
|  | ------------------------------- | ----------------------------------------------------------------- | ------------------------------- | ---------------------- | ---------------------------- | --- |
|  | Heeresflugplatzkommandantur 101 | 1973 (FlgPlKdo (H) 422)                                           | Celle-Wietzenbruch              | HFlgKdo 1              | 31. März 1994 aufgelöst      | Teile wurden in die neu aufgestellte Stabs-/Flugbetriebsstaffel Fliegende Abteilung des HFlgRgt 16 eingegliedert |
|  | Heeresflugplatzkommandantur 102 | 1973 (FlgPlKdo (H) 432)                                           | Bückeburg                       | HFlgKdo 1              | 1994 aufgelöst               | Teile wurden in die neu aufgestellte Stabs-/Flugbetriebsstaffel Fliegende Abteilung der HFlgWaS eingegliedert    |
|  | Heeresflugplatzkommandantur 103 | 1. Juli 1973 (FlgPlKdo (H) 431)                                   | Rheine-Bentlage                 | HFlgKdo 1              | 31. März 1994 aufgelöst      | Teile wurden in die neu aufgestellte Stabs-/Flugbetriebsstaffel Fliegende Abteilung des HFlgRgt 15 eingegliedert |
|  | Heeresflugplatzkommandantur 104 |                                                                   | Rotenburg (Wümme)               | HFlgKdo 1              | 31. März 1994 aufgelöst      | |
|  | Heeresflugplatzkommandantur 105 |                                                                   | Hildesheim                      | HFlgKdo 1              | 30. September 1979 aufgelöst | |
|  | Heeresflugplatzkommandantur 201 |                                                                   | Laupheim                        | HFlgKdo 2              | 1994 aufgelöst               | Teile wurden in die neu aufgestellte Stabs-/Flugbetriebsstaffel Fliegende Abteilung des HFlgRgt 25 eingegliedert |
|  | Heeresflugplatzkommandantur 202 | 1. Oktober 1973 (FlgPlKdo (H) 462)                                | Roth                            | HFlgKdo 2              | 1994 aufgelöst               | Teile wurden in die neu aufgestellte Stabs-/Flugbetriebsstaffel Fliegende Abteilung des HFlgRgt 26 eingegliedert |
|  | Heeresflugplatzkommandantur 203 |                                                                   | Neuhausen ob Eck                | HFlgKdo 2              | 31. März 1994 aufgelöst      | |
|  | Heeresflugplatzkommandantur 204 | 1. Juni 1973 (Übernahme von der US-Army)                          | Oberschleißheim                 | HFlgKdo 2              | 30. September 1981 aufgelöst | |
|  | Heeresflugplatzkommandantur 205 |                                                                   | Feldkirchen-Mitterharthausen    | HFlgKdo 2              | 1994 aufgelöst               | |
|  | Heeresflugplatzkommandantur 301 |                                                                   | Mendig                          | HFlgKdo 3              | 1994 aufgelöst               | Teile wurden in die neu aufgestellte Stabs-/Flugbetriebsstaffel Fliegende Abteilung des HFlgRgt 35 eingegliedert |
|  | Heeresflugplatzkommandantur 302 |                                                                   | Fritzlar                        | HFlgKdo 3              | 1994 aufgelöst               | Teile wurden in die neu aufgestellte Stabs-/Flugbetriebsstaffel Fliegende Abteilung des HFlgRgt 36 eingegliedert |
|  | Heeresflugplatzkommandantur 303 |                                                                   | Niederstetten                   | HFlgKdo 3              | 1994 aufgelöst               | Teile wurden in die neu aufgestellte Stabs-/Flugbetriebsstaffel Fliegende Abteilung des HFlgRgt 30 eingegliedert |
|  | Heeresflugplatzkommandantur 601 | 1. Juli 1973 (FlgPlKdo (H) 411)                                   | Hungriger Wolf (Hohenlockstedt) | HFlgRgt 6              | 1994 aufgelöst               | Teile wurden in die neu aufgestellte Stabs-/Flugbetriebsstaffel Fliegende Abteilung des HFlgRgt 6 eingegliedert  |
|  | Heeresflugplatzkommandantur 701 | 1. April 1991 (aus Teilen des NVA-Kampfhubschraubergeschwaders 3) | Cottbus                         | WBK VII/13. PzGrenDiv  | 1994 aufgelöst               | |
|  | Heeresflugplatzkommandantur 801 | 1. April 1991 (aus Teilen des NVA-Kampfhubschraubergeschwaders 5) | Basepohl                        | WBK VIII/14. PzGrenDiv | 31. März 1994 aufgelöst      | |

## Truppenschulen
Die Heeresfliegerwaffenschule wurde am 1. Juli 1959 in Niedermendig aufgestellt. Ihr unterstanden 2 Heeresfliegerlehrstaffeln: die Heeresfliegerlehrstaffel 51 (Verbindungshubschrauber) und die Heeresfliegerlehrstaffel 327 (Transporthubschrauber). Schon am 1. März 1960 verlegte die Schule mit ihren Staffeln nach Achum bei Bückeburg und auf den dort neu in Betrieb genommen Heeresflugplatz. Anfangs war die Aufgabe der Schule, das fliegende Personal auszubilden. 1962 wurden die Heeresfliegerlehrstaffeln aufgelöst und in die neuaufgestellte Lehrgruppe A eingegliedert. Im April 1963 erhielt die Schule die Lehrgruppe B, die für die allgemein militärische und Flugzeugführer Ausbildung zuständig war. Um Instandsetzungsarbeiten durchzuführen zu können, wurde 1969 die Flugzeugtechnische Gruppe, später Luftfahrzeugtechnische Abteilung, aufgestellt. Am 1. April 1973 entstand die Heeresfliegerversuchsstaffel aus Teilen der aufgelösten Drohnen.- Lehr.- und Versuchsstaffel in Celle-Wietzenbruch. Diese wurde 1981 nach Bückeburg verlegt und in Heeresfliegerversuchsstaffel 910 umbenannt. Über die Jahre gewann die Heeresfliegerwaffenschule an Bedeutung.
Im Rahmen der Neuausrichtung der Bundeswehr wurde die Heeresfliegerwaffenschule am 1. Juli 2015 als Internationales Hubschrauberausbildungszentrum neu aufgestellt. Das Ausbildungszentrum gliedert sich in:
- Stab
- Bereich Lehre/Ausbildung
  - Gruppe Lehre/Ausbildung
  - Lehrgruppe A (Hubschrauberführergrundausbildung EC135 und Musterausbildung NH90)
    - Simulatorzentrum

  - Lehrgruppe B (Laufbahnlehrgänge, technische und vorfliegerische Ausbildung)
  - Teileinheit 900 Celle (Restflugbetrieb Bo105) (wird aufgelöst)[2]
  - Deutscher Anteil Deutsch-Französische Ausbildungseinrichtung Tiger (technische Ausbildung Tiger)
  - Deutscher Anteil Deutsch-Französisches Heeresfliegerausbildungszentrum Tiger (DEU/FRA HFlgAusbZ Tiger) in Le Luc (Frankreich), (Musterausbildung Tiger)
- Bereich Unterstützung
  - Luftfahrzeugtechnische Staffel NH90
  - Flugbetriebsstaffel
  - Fachmedienzentrum
- Ausbildungswerkstatt H

|  | Bezeichnung                                    | Aufstellung (aus) | Standort                                              | Verbleib         | Bemerkung                                                                  |
|  | ---------------------------------------------- | ----------------- | ----------------------------------------------------- | ---------------- | -------------------------------------------------------------------------- |
|  | Heeresfliegerwaffenschule                      | 1. Juli 1959      | Niedermendig am 1. März 1960 Verlegung nach Bückeburg | bis 1. Juli 2015 | abgesetzte Teile in Celle-Wietzenbruch , Faßberg und Le Luc (Frankreich) , |
|  | Internationales Hubschrauberausbildungszentrum | 1. Juli 2015      | Bückeburg                                             | aktiv            | abgesetzte Teile in Celle-Wietzenbruch , Faßberg und Le Luc (Frankreich) , |

## Abkürzungen
Folgende Abkürzungen werden benutzt:
| - HFlgKdo → Heeresfliegerkommando - HFlgWaS → Heeresfliegerwaffenschule - HFlgBrig → Heeresfliegerbrigade - LMechBrig → Luftmechanisierte Brigade - LBwglBrig 1 → Luftbewegliche Brigade - HFlgRgt → Heeresfliegerregiment - HFlgBtl → Heeresfliegerbataillon - HFlgStff → Heeresfliegerstaffel - GeHFlgStff → Gebirgsheeresfliegerstaffel | - HFlgAusbStff → Heeresfliegerausbildungsstaffel - HFlgInstStff → Heeresfliegerinstandsetzungsstaffel - HFlgVbdg/AufklStff → Heeresfliegerverbindungs- und Aufklärungsstaffel - HFlgUstgStff → Heeresfliegerunterstützungsstaffel - leTrspHubschrRgt → Leichtes Transporthubschrauberregiment - mTrspHubschrRgt → mittleres Transporthubschrauberregiment - KpfHubschrRgt → Kampfhubschrauberregiment | - HFlPlKdtr → Heeresflugplatzkommandantur - FlgPlKdo (H) → Flugplatzkommando (Heer) - DLO → Division Luftbewegliche Operationen - PzDiv → Panzerdivision - PzGrenDiv → Panzergrenadierdivision - GebDiv → Gebirgsdivision - WBK → Wehrbereichskommando - TerrKdo → Territorialkommando - HFüKdo → Heeresführungskommando - FüH → Führungsstab des Heeres - NVA → Nationale Volksarmee - AMF → Allied Command Europe Mobile Forces - NATO → North Atlantic Treaty Organization |